# Никола Константинов (общественик)
 Тази статия е за македонския деец.  За политика от Прогресивната партия вижте Никола Константинов.  
Никола Константинов е български общественик, деец на македонската емиграция в България.

## Биография
Никола Константинов подписва през 1944 година Апела към македонците в България.
На 21 юли 1945 година влиза в ръководството на Илинденската организация като касиер заедно със Стефан Аврамов - председател, Милан Ангелов (подпредседател), секретарите Никола Паунчев и Любен Казаски, както и двамата съветници Божин Проданов и Тома Кърчов. В края на 1946 година подкрепя научната дискусия, започната от Ангел Томов и Никола Манолев, които отхвърлят тезата за съществуването на македонска нация.